# Казанський Петро Євгенович
Петро Євгенович Казанський (рос. Пётр Евгеньевич Казанский; нар. 16 травня 1866 — пом. 1947, Одеса) — російський правознавець, доктор права (1897), викладач міжнародного права у Новоросійському університеті (1896—1919), професор, голова одеського відділення «Галицко-русского благотворительного общества», монархіст. Голова Товариства правознавства і державних знань.

## Життєпис
Казанський народився 16 травня 1866 року в дворянській родині, яка мала татарське походження. Закінчив Московський університет у 1890 році.
З 1912 до 1918 року викладав у Вищому міжнародному інституті в Одесі. У 1926 році вийшов на пенсію, однак продовжував читати лекції. Репресіям з боку радянської влади не піддавався.
Помер у 1947 році в Одесі.